# Sint-Antoniuskerk (Buken)

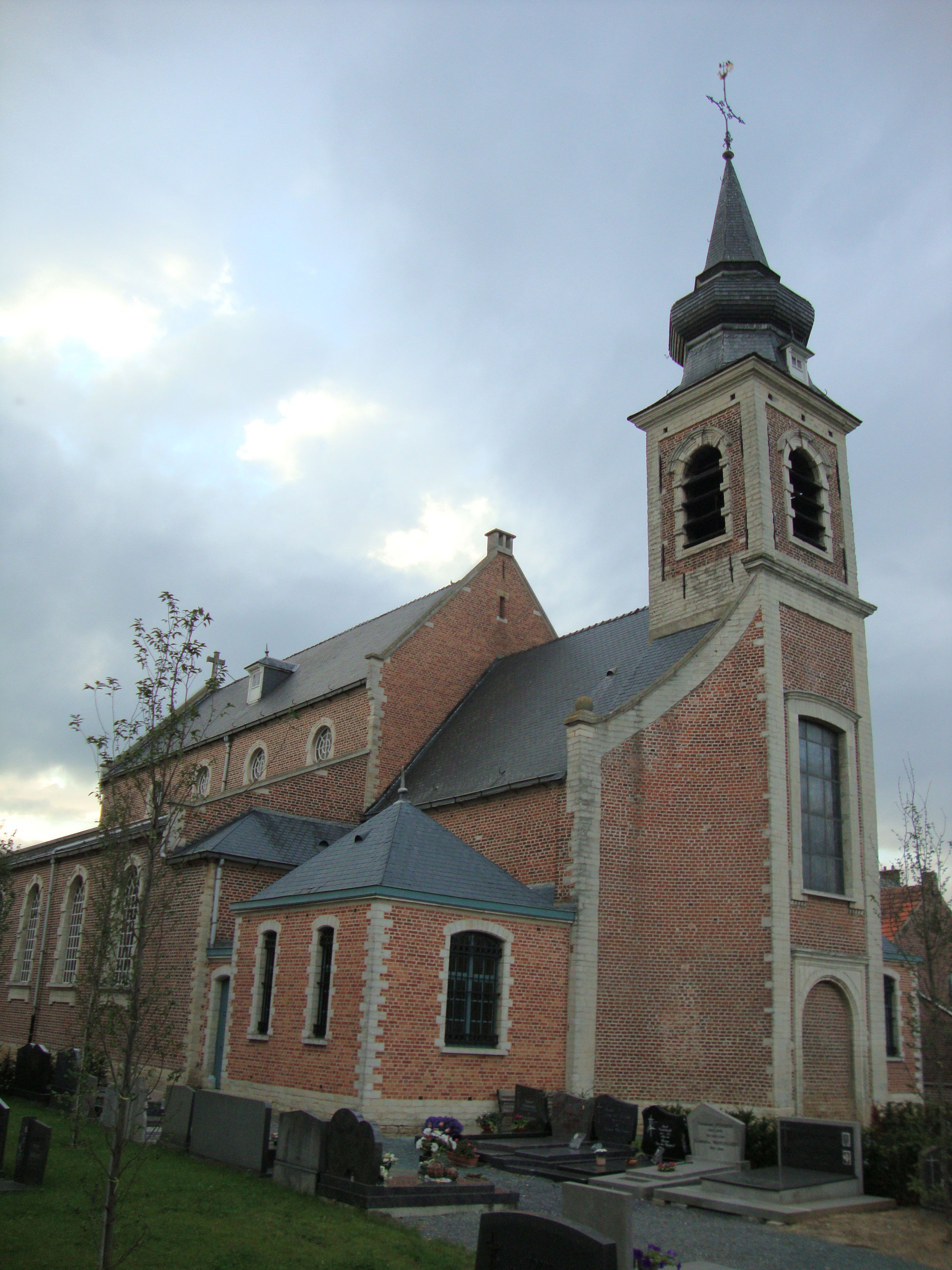
Sint-Antoniuskerk

De Sint-Antoniuskerk is de parochiekerk van de tot de Vlaams-Brabantse gemeente Kampenhout behorende plaats Buken, gelegen aan de Bukenstraat 24. De kerk is gewijd aan Sint-Antonius Abt.

## Geschiedenis
Al voor 1425 was er een kapel in Buken. In 1687 werd Buken een zelfstandige parochie. De kapel werd omstreeks 1700 tot een kerkje in barokstijl vergroot. In 1842-1844 werd de kerk met twee nieuwe neobarokke zijbeuken uitgebreid. Tijdens de Eerste Wereldoorlog werd de kerk zwaar beschadigd en werd ook het kerkmeubilair verwoest.

## Gebouw
Het betreft een driebeukig bakstenen kerkgebouw met zandstenen sierelementen en omlijstingen. De ingebouwde westtoren is in barokstijl en heeft een kenmerkende peervormige spits. Ook het driezijdig afgesloten koor is van ongeveer 1700. De zijbeuken zijn van 1842.

## Interieur
Het kerkmeubilair is van 1920 en later.